# باس ليك (مقاطعة سوير)
باس ليك، مقاطعة سوير (بالإنجليزية: Bass Lake, Sawyer County, Wisconsin)‏ هي بلدة تقع بولاية ويسكونسن في الولايات المتحدة. تبلغ مساحتها 159.7 (كم²)، وترتفع عن سطح البحر 396 م، بلغ عدد سكانها 2244 نسمة في عام 2000 حسب إحصاء مكتب تعداد الولايات المتحدة وتصل الكثافة السكانية فيها 18.9 نسمة/كم2.

## وصلات خارجية
- The US50 - Cities and Towns in Wisconsin State
- Wisconsin Cities and Towns, Facts, Map, Flag, Colleges, Government, and More